# Sint-Amanduskerk (Geertruidenberg)
De Sint-Amanduskerk was een katholiek kerkgebouw in de Noord-Brabantse stad Geertruidenberg, gelegen aan de Stadsweg.
Nadat de Oude Sint-Gertrudiskerk te klein was gebleken en de nieuwe Sint-Gertrudiskerk nog niet voorhanden was, werd een noodkerk gebouwd naar ontwerp van Jan Strik.
Het betrof een doosvormig gebouw in hout en glas met daarvoor een losstaande open houten klokkentoren.
In 1968 werd de Sint-Amanduskerk gesloten, gedemonteerd en in Steenbergen weer opgebouwd, zij het zonder de houten klokkentoren. In Steenbergen fungeert hij sindsdien als katholieke Vredeskerk.